# Кочергі
Кочергі (пол. Koczergi) — село в Польщі, у гміні Парчів Парчівського повіту Люблінського воєводства.
Населення — 555 осіб (2011).
У 1975-1998 роках село належало до Білопідляського воєводства.

## Демографія
Демографічна структура станом на 31 березня 2011 року:
|          | Загалом | Допрацездатний вік | Працездатний вік | Постпрацездатний вік |
| -------- | ------- | ------------------ | ---------------- | -------------------- |
| Чоловіки | 275     | 54                 | 197              | 24                   |
| Жінки    | 280     | 56                 | 165              | 59                   |
| Разом    | 555     | 110                | 362              | 83                   |